# Juste une femme (album)
Albums de Anne Sylvestre
Parenthèses
Juste une femme est un album d'Anne Sylvestre paru chez EPM en 2013.

## Historique
C'est le vingt-quatrième album d'Anne Sylvestre.

Anne Sylvestre est revenue sur l'inspiration de la chanson qui a donné son titre à l'album : 

« Juste une femme, chanson éponyme, crayonne un salopard. Elle est née d’un coup de colère, à l’occasion de l’affaire DSK, lorsque son auteure a entendu nombre de commentaires arguer que « cette histoire n’est pas si grave » ou qu’il « n’y a pas eu mort d’homme ». « Pourtant, toutes ces humiliations, ces attouchements, ces abus sont des petits meurtres, s’insurge Anne Sylvestre. Ça me soulage de voir que de jeunes femmes ne considèrent pas le terme féminisme comme un gros mot mais, au contraire, le revendiquent avec courage. » »

À l'occasion de ses quatre-vingt ans, Anne Sylvestre a donné un récital à la Cigale du 17 au 19 janvier, où elle revisitait son dernier album sorti.

## Titres
Toutes les chansons sont écrites et composées par Anne Sylvestre.
| No  | Titre                      | Durée      |
| --- | -------------------------- | ---------- |
| 1.  | Malentendu                 | 3 min 16 s |
| 2.  | Violette                   | 3 min 26 s |
| 3.  | L'Habitant du château      | 3 min 35 s |
| 4.  | Les Calamars à l'harmonica | 4 min 06 s |
| 5.  | La Lettre d'adieu          | 3 min 46 s |
| 6.  | Pelouse au repos           | 4 min 41 s |
| 7.  | Pour un portrait de moi    | 3 min 26 s |
| 8.  | Un p'tit sac à dos         | 2 min 44 s |
| 9.  | Je n'ai pas dit            | 3 min 40 s |
| 10. | Juste une femme            | 3 min 12 s |

## Musiciens
- Voix : Anne Sylvestre
- Piano : Nathalie Miravette
- Clarinettes : Chloé Hammond
- Violoncelle : Isabelle Vuarnesson

## Production
- EPM Musique
- Orchestrations : Jérôme Charles et Nathalie Miravette
- Ingénieur du son : Thierry Alazard (Studio Ferber, Paris)
- Mastering : Raphaël Jonin / J. Raph
- Photographie et graphisme : Philomène Petitjean

## Réception
Critique de L'Express : « Avec Juste une femme (contre le harcèlement), la mère des Fabulettes, 78 ans, hausse le ton. Entre dentelles et acier, Anne Sylvestre ne désarme jamais. Ne laissez pas passer ce disque de qualité. »
Critique de Télérama : « Anne Sylvestre continue de creuser le sillon d'un féminisme nécessaire. Juste une femme (qui donne son titre à l'album) brosse avec une implacable maestria verbale le tableau ordinaire des atteintes faites aux femmes, dans une société censée les respecter. À quelques semaines de son 79e anniversaire (le 20 juin), la chanteuse est habitée d'une ferveur toujours vive et d'une lucidité à toute épreuve. »
Critique du Monde : « Juste une femme : dix chansons ciselées avec l'humour, la causticité, la tendresse auxquels cette grande dame de la chanson française nous a habitués depuis ses débuts, en 1957. »